# Spis powszechny dzikich zajęcy
Spis powszechny dzikich zajęcy (tytuł oryginalny: Преброяване на дивите зайци) – bułgarski film fabularny z roku 1973 w reżyserii Eduarda Zacharijewa, na podstawie opowiadania Georgiego Miszewa.

## Fabuła
Senne życie wsi Jugla przerywa pojawienie się urzędnika Asenowa, którzy przybywa z misją policzenia dzikich zajęcy żyjących w pobliżu wsi. Z pomocą naczelnika gminy mobilizuje ludność, aby podjęła się realizacji tego absurdalnego zadania. W gronie liczących jest miejscowy weterynarz, nauczyciel, a nawet mieszkający we wsi staruszek.
Zadania nie udaje się wykonać – ani jeden zając nie pojawił się w polu działania komisji. Uczestnicy akcji liczenia zbierają się na przyjęciu, z dużą ilością wina i rakii. Asenow opuszcza wieś starym radzieckim samochodem, wypełnionym po brzegi główkami kapusty.

## W rolach głównych
- Itzhak Finzi jako Asenow
- Maja Dragomanska jako Krasimira
- Todor Kolew jako młody myśliwy
- Georgi Rusew jako weterynarz
- Ewstatij Stratew jako nauczyciel
- Nikoła Todew jako Baj Georgi
- Filip Trifonow jako inżynier
- Stefan Banowski
- Spas Zacharijew